# 小行星列表/183601-183700
| 名稱              | 臨時編號   | 發現日期       | 發現地點   | 發現者                         |
| ----------------- | ---------- | -------------- | ---------- | ------------------------------ |
| 小行星183601      | 2003 UX57  | 2003年10月16日 | 基特峰     | 太空监视                       |
| 小行星183602      | 2003 UQ62  | 2003年10月16日 | 可可尼诺县 | 洛厄尔天文台近地小行星搜寻计划 |
| 小行星183603      | 2003 UO73  | 2003年10月19日 | 基特峰     | 太空监视                       |
| 小行星183604      | 2003 UK93  | 2003年10月17日 | 基特峰     | 太空监视                       |
| 小行星183605      | 2003 UW93  | 2003年10月18日 | 基特峰     | 太空监视                       |
| 小行星183606      | 2003 UP102 | 2003年10月20日 | 帕洛马山   | 近地小行星追踪                 |
| 小行星183607      | 2003 UW103 | 2003年10月20日 | 帕洛马山   | 近地小行星追踪                 |
| 小行星183608      | 2003 UV135 | 2003年10月21日 | 帕洛马山   | 近地小行星追踪                 |
| 小行星183609      | 2003 UV160 | 2003年10月21日 | 基特峰     | 太空监视                       |
| 小行星183610      | 2003 UL161 | 2003年10月21日 | 可可尼诺县 | 洛厄尔天文台近地小行星搜寻计划 |
| 小行星183611      | 2003 UH175 | 2003年10月21日 | 可可尼诺县 | 洛厄尔天文台近地小行星搜寻计划 |
| 小行星183612      | 2003 UG179 | 2003年10月21日 | 索科罗     | 林肯近地小行星研究小组         |
| 小行星183613      | 2003 UP201 | 2003年10月21日 | 索科罗     | 林肯近地小行星研究小组         |
| 小行星183614      | 2003 UJ203 | 2003年10月21日 | 基特峰     | 太空监视                       |
| 小行星183615      | 2003 UE204 | 2003年10月21日 | 基特峰     | 太空监视                       |
| 小行星183616      | 2003 UG213 | 2003年10月23日 | 海勒卡拉   | 近地小行星追踪                 |
| 小行星183617      | 2003 UF218 | 2003年10月21日 | 索科罗     | 林肯近地小行星研究小组         |
| 小行星183618      | 2003 US221 | 2003年10月22日 | 基特峰     | 太空监视                       |
| 小行星183619      | 2003 UT229 | 2003年10月23日 | 可可尼诺县 | 洛厄尔天文台近地小行星搜寻计划 |
| 小行星183620      | 2003 UQ236 | 2003年10月23日 | 可可尼诺县 | 洛厄尔天文台近地小行星搜寻计划 |
| 小行星183621      | 2003 UJ242 | 2003年10月24日 | 索科罗     | 林肯近地小行星研究小组         |
| 小行星183622      | 2003 UO245 | 2003年10月24日 | 索科罗     | 林肯近地小行星研究小组         |
| 小行星183623      | 2003 UE260 | 2003年10月25日 | 索科罗     | 林肯近地小行星研究小组         |
| 小行星183624      | 2003 UG260 | 2003年10月25日 | 索科罗     | 林肯近地小行星研究小组         |
| 小行星183625      | 2003 UZ263 | 2003年10月27日 | 基特峰     | 太空监视                       |
| 小行星183626      | 2003 UQ267 | 2003年10月28日 | 索科罗     | 林肯近地小行星研究小组         |
| 小行星183627      | 2003 UM274 | 2003年10月30日 | 索科罗     | 林肯近地小行星研究小组         |
| 小行星183628      | 2003 UR307 | 2003年10月18日 | 可可尼诺县 | 洛厄尔天文台近地小行星搜寻计划 |
| 小行星183629      | 2003 UF308 | 2003年10月19日 | 基特峰     | 太空监视                       |
| 小行星183630      | 2003 US356 | 2003年10月19日 | 基特峰     | 太空监视                       |
| 小行星183631      | 2003 UH375 | 2003年10月22日 | 阿帕契點   | 史隆數位巡天                   |
| 小行星183632      | 2003 UB383 | 2003年10月22日 | 阿帕契點   | 史隆數位巡天                   |
| 小行星183633      | 2003 US402 | 2003年10月23日 | 阿帕契點   | 史隆數位巡天                   |
| 小行星183634      | 2003 US403 | 2003年10月23日 | 阿帕契點   | 史隆數位巡天                   |
| 小行星183635Helmi | 2003 UF413 | 2003年10月24日 | 阿帕契點   | 史隆數位巡天                   |
| 小行星183636      | 2003 VV    | 2003年11月5日  | 索科罗     | 林肯近地小行星研究小组         |
| 小行星183637      | 2003 VW8   | 2003年11月15日 | 基特峰     | 太空监视                       |
| 小行星183638      | 2003 WC24  | 2003年11月19日 | 基特峰     | 太空监视                       |
| 小行星183639      | 2003 WO24  | 2003年11月20日 | 索科罗     | 林肯近地小行星研究小组         |
| 小行星183640      | 2003 WR35  | 2003年11月19日 | 索科罗     | 林肯近地小行星研究小组         |
| 小行星183641      | 2003 WU45  | 2003年11月16日 | 基特峰     | 太空监视                       |
| 小行星183642      | 2003 WA55  | 2003年11月20日 | 索科罗     | 林肯近地小行星研究小组         |
| 小行星183643      | 2003 WF56  | 2003年11月20日 | 索科罗     | 林肯近地小行星研究小组         |
| 小行星183644      | 2003 WX59  | 2003年11月18日 | 基特峰     | 太空监视                       |
| 小行星183645      | 2003 WP60  | 2003年11月18日 | 帕洛马山   | 近地小行星追踪                 |
| 小行星183646      | 2003 WR63  | 2003年11月19日 | 基特峰     | 太空监视                       |
| 小行星183647      | 2003 WU63  | 2003年11月19日 | 基特峰     | 太空监视                       |
| 小行星183648      | 2003 WY66  | 2003年11月19日 | 基特峰     | 太空监视                       |
| 小行星183649      | 2003 WX67  | 2003年11月19日 | 基特峰     | 太空监视                       |
| 小行星183650      | 2003 WG75  | 2003年11月18日 | 基特峰     | 太空监视                       |
| 小行星183651      | 2003 WP89  | 2003年11月16日 | 卡特林那   | 卡特林那巡天系统               |
| 小行星183652      | 2003 WL91  | 2003年11月18日 | 基特峰     | 太空监视                       |
| 小行星183653      | 2003 WK93  | 2003年11月19日 | 可可尼诺县 | 洛厄尔天文台近地小行星搜寻计划 |
| 小行星183654      | 2003 WL94  | 2003年11月19日 | 可可尼诺县 | 洛厄尔天文台近地小行星搜寻计划 |
| 小行星183655      | 2003 WO102 | 2003年11月21日 | 索科罗     | 林肯近地小行星研究小组         |
| 小行星183656      | 2003 WX108 | 2003年11月20日 | 索科罗     | 林肯近地小行星研究小组         |
| 小行星183657      | 2003 WX115 | 2003年11月20日 | 索科罗     | 林肯近地小行星研究小组         |
| 小行星183658      | 2003 WN117 | 2003年11月20日 | 索科罗     | 林肯近地小行星研究小组         |
| 小行星183659      | 2003 WA120 | 2003年11月20日 | 索科罗     | 林肯近地小行星研究小组         |
| 小行星183660      | 2003 WL120 | 2003年11月20日 | 索科罗     | 林肯近地小行星研究小组         |
| 小行星183661      | 2003 WG123 | 2003年11月20日 | 索科罗     | 林肯近地小行星研究小组         |
| 小行星183662      | 2003 WN126 | 2003年11月20日 | 索科罗     | 林肯近地小行星研究小组         |
| 小行星183663      | 2003 WR130 | 2003年11月21日 | 索科罗     | 林肯近地小行星研究小组         |
| 小行星183664      | 2003 WC131 | 2003年11月21日 | 基特峰     | 太空监视                       |
| 小行星183665      | 2003 WR131 | 2003年11月21日 | 帕洛马山   | 近地小行星追踪                 |
| 小行星183666      | 2003 WL133 | 2003年11月21日 | 索科罗     | 林肯近地小行星研究小组         |
| 小行星183667      | 2003 WQ133 | 2003年11月21日 | 索科罗     | 林肯近地小行星研究小组         |
| 小行星183668      | 2003 WM134 | 2003年11月21日 | 索科罗     | 林肯近地小行星研究小组         |
| 小行星183669      | 2003 WX135 | 2003年11月21日 | 索科罗     | 林肯近地小行星研究小组         |
| 小行星183670      | 2003 WG138 | 2003年11月21日 | 索科罗     | 林肯近地小行星研究小组         |
| 小行星183671      | 2003 WO145 | 2003年11月21日 | 索科罗     | 林肯近地小行星研究小组         |
| 小行星183672      | 2003 WN150 | 2003年11月24日 | 可可尼诺县 | 洛厄尔天文台近地小行星搜寻计划 |
| 小行星183673      | 2003 WO192 | 2003年11月21日 | 索科罗     | 林肯近地小行星研究小组         |
| 小行星183674      | 2003 XG3   | 2003年12月1日  | 索科罗     | 林肯近地小行星研究小组         |
| 小行星183675      | 2003 XU14  | 2003年12月13日 | 索科罗     | 林肯近地小行星研究小组         |
| 小行星183676      | 2003 XB17  | 2003年12月14日 | 帕洛马山   | 近地小行星追踪                 |
| 小行星183677      | 2003 XJ27  | 2003年12月1日  | 索科罗     | 林肯近地小行星研究小组         |
| 小行星183678      | 2003 XV31  | 2003年12月1日  | 基特峰     | 太空监视                       |
| 小行星183679      | 2003 XJ37  | 2003年12月3日  | 索科罗     | 林肯近地小行星研究小组         |
| 小行星183680      | 2003 XR40  | 2003年12月14日 | 基特峰     | 太空监视                       |
| 小行星183681      | 2003 YO    | 2003年12月16日 | 可可尼诺县 | 洛厄尔天文台近地小行星搜寻计划 |
| 小行星183682      | 2003 YH2   | 2003年12月18日 | 索科罗     | 林肯近地小行星研究小组         |
| 小行星183683      | 2003 YW6   | 2003年12月17日 | 索科罗     | 林肯近地小行星研究小组         |
| 小行星183684      | 2003 YE9   | 2003年12月16日 | 基特峰     | 太空监视                       |
| 小行星183685      | 2003 YT11  | 2003年12月17日 | 索科罗     | 林肯近地小行星研究小组         |
| 小行星183686      | 2003 YX13  | 2003年12月17日 | 卡特林那   | 卡特林那巡天系统               |
| 小行星183687      | 2003 YX14  | 2003年12月17日 | 索科罗     | 林肯近地小行星研究小组         |
| 小行星183688      | 2003 YU16  | 2003年12月17日 | 基特峰     | 太空监视                       |
| 小行星183689      | 2003 YV17  | 2003年12月16日 | 卡特林那   | 卡特林那巡天系统               |
| 小行星183690      | 2003 YQ22  | 2003年12月18日 | 索科罗     | 林肯近地小行星研究小组         |
| 小行星183691      | 2003 YZ24  | 2003年12月18日 | 索科罗     | 林肯近地小行星研究小组         |
| 小行星183692      | 2003 YP25  | 2003年12月18日 | 索科罗     | 林肯近地小行星研究小组         |
| 小行星183693      | 2003 YX28  | 2003年12月17日 | 基特峰     | 太空监视                       |
| 小行星183694      | 2003 YQ29  | 2003年12月17日 | 基特峰     | 太空监视                       |
| 小行星183695      | 2003 YF31  | 2003年12月18日 | 索科罗     | 林肯近地小行星研究小组         |
| 小行星183696      | 2003 YO31  | 2003年12月18日 | 索科罗     | 林肯近地小行星研究小组         |
| 小行星183697      | 2003 YA32  | 2003年12月18日 | 基特峰     | 太空监视                       |
| 小行星183698      | 2003 YM32  | 2003年12月18日 | 海勒卡拉   | 近地小行星追踪                 |
| 小行星183699      | 2003 YO32  | 2003年12月18日 | 海勒卡拉   | 近地小行星追踪                 |
| 小行星183700      | 2003 YK36  | 2003年12月18日 | 索科罗     | 林肯近地小行星研究小组         |